# San Miguel de Pallaques
San Miguel de Pallaques est une ville du nord du Pérou, capitale de la province de San Miguel dans la région de Cajamarca.
La ville a été déclarée monument historique du Pérou le 26 juin 1987 par le R.M.N° 303-87-ED.